# Сурков, Фёдор Павлович

Экипаж танка Т-34-76 «Гвардия» (слева направо): командир танка А. В. Додонов, стрелок-радист А. П. Марченко, заряжающий Н. И. Мельниченко, командир батальона П. В. Чирков, механик-водитель Ф. П. Сурков. 1943 г. (фото Михаила Инсарова, из архива А. Смирнова)

Фёдор Павлович Сурков (1913—1971) — механик-водитель танка Т-34 63-й гвардейской Челябинской танковой бригады 10-го гвардейского Уральского добровольческого танкового корпуса 4-й танковой армии 1-го Украинского фронта, гвардии старшина. Герой Советского Союза.

## Биография
Родился 28 декабря 1913 года в деревне Зиновка. Член ВКП(б)/КПСС с 1944 года. Окончил 7 классов, школу фабрично-заводского ученичества. В 1936—1940 годах проходил действительную службу в Красной Армии. Служил в бронетанковых войсках механиком-водителем танка. Участвовал в боях на Халхин-Голе и в войне с Финляндией.
В марте 1943 года добровольцем вступил в формирующийся Уральский добровольческий танковый корпус, снова стал механиком-водителем танка Т-34. На фронте с июля 1943 года. В составе 244-й (с октября 1943 года — 63-й гвардейской) Челябинской танковой бригады принимал участие в сражении на Курской дуге, освобождении Украины. Особо отличился в боях за город Львов.
21 июля 1944 года передовой отряд 63-й танковой бригады неожиданно для противника ворвался на южную окраину Львова. Чтобы не допустить больших разрушений старинных зданий и быстрее деморализовать фашистов, командование приказало экипажу танка Т-34 «Гвардия» в составе командира лейтенанта А. Н. Додонова, механика-водителя старшины Ф. П. Суркова, командира орудия Н. И. Мельниченко, радиста А. П. Марченко прорваться к центру города и водрузить на здании ратуши Красное Знамя.
23 июля в полдень танкисты с боями пробились к узкой площади, где находилась старая ратуша. Уничтожив гитлеровцев, охранявших здание, старшина Марченко с группой автоматчиков ворвался в него и водрузил на башне алый стяг. Гвардейский экипаж танка продолжил бой. Оказавшись отрезанным от основных сил, Сурков трое суток водил танк по улицам оккупированного Львова. Когда погиб лейтенант Додонов, Сурков принял командование на себя. За это время, оставшись вдвоем, танкисты уничтожили шесть орудий противника и склад с боеприпасами. На четвёртые сутки фашистам удалось подбить танк. Сурков сам встал за орудие и вёл огонь из горящей машины пока было возможно. Он вывел из строя ещё одно орудие, танк и около взвода фашистской пехоты. Тяжело раненый Сурков с трудом выбрался из танка, был подобран местными жителями и передан разведчикам, которые доставили его в госпиталь. Только там удалось установить имя героя.
За пять дней экипаж танка «Гвардия» уничтожил пять немецких танков, самоходное орудие, три противотанковые пушки, два миномёта и около сотни солдат и офицеров противника. Все члены экипажа были награждены орденами, а гвардии старшина Сурков представлен к геройскому званию. Указом Президиума Верховного Совета СССР от 23 сентября 1944 года гвардии старшине Суркову Фёдору Павловичу присвоено звание Героя Советского Союза с вручением ордена Ленина и медали «Золотая Звезда» (№ 2310).
После возвращения из госпиталя Ф. Сурков принимал участие в боях за освобождение Польши. Вскоре получил офицерское звание — «гвардии младший техник-лейтенант», был назначен помощником командира роты по технической части во 2-м танковом батальоне. Принимал участие в боях за Берлин и в марше к столице Чехословакии городу Праге. Участник парада Победы на Красной площади в июне 1945 года.
С 1946 года гвардии младший лейтенант Сурков находился в запасе. Жил в городе Львов.
Скончался 10 октября 1971 года. Похоронен в городе Львове на Лычаковском кладбище.
Реальные, без выдумок, сведения о действиях Федора Суркова, экипажа танка "Гвардия", и подробности боев за Львов в июле 1944 года освещены в очерке украинского исследователя О. В. Вуса.

## Память

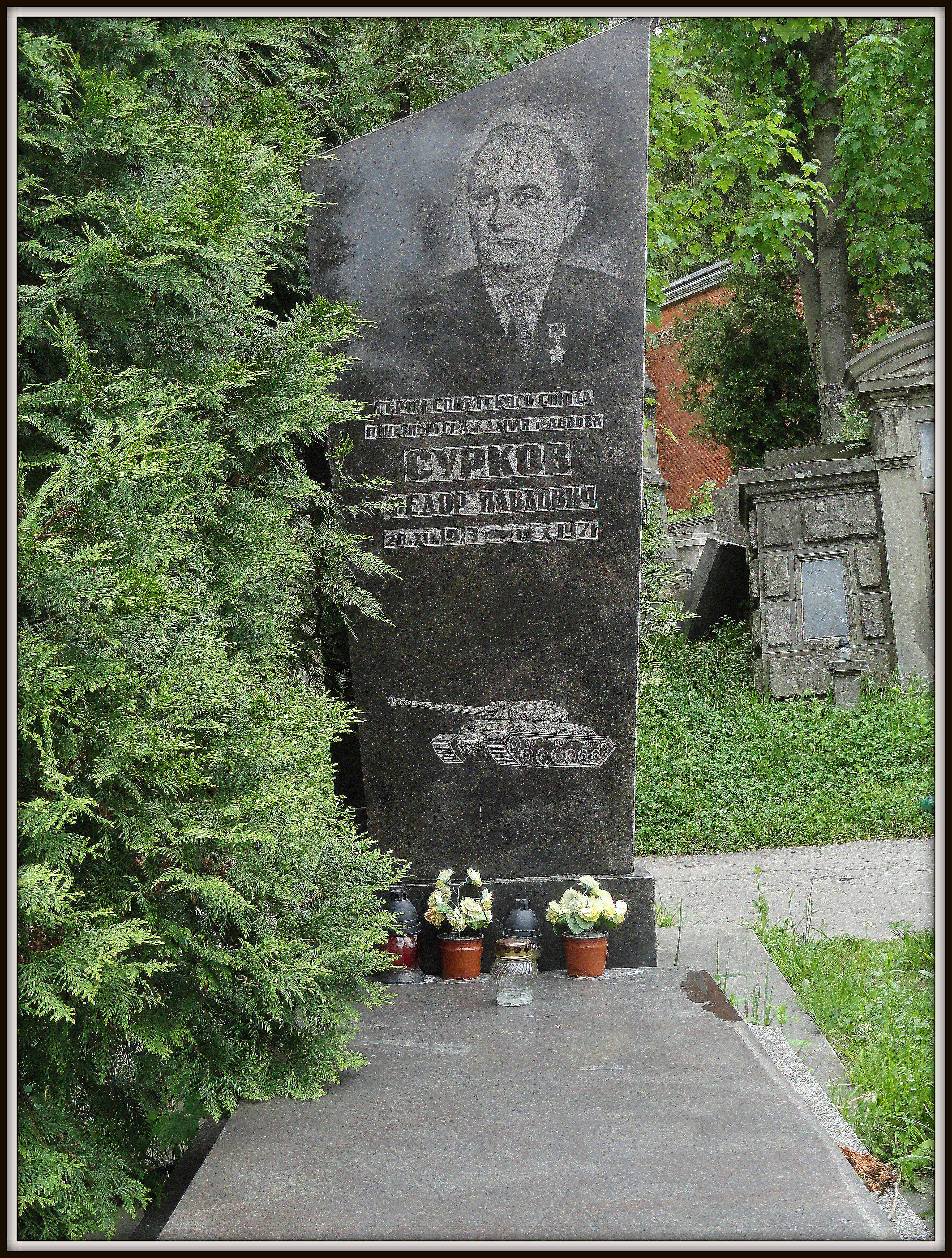
Памятник на могиле Героя Советского Союза Ф. П. Суркова на Лычаковском кладбище (Львов)

В Челябинске его именем была названа улица. Во Львове улица, носящая имя участника боев за освобождение города, в 1990-е годы была переименована.
На улице Лычаковской (ранее Ленина), ведущей к холму Славы, был установлен в качестве памятника танк ИС-2. Эта машина под командованием гвардии старшего техника-лейтенанта Антонинова Н. И. отличилась в бою за спасение Львовского оперного театра, который немцы намеревались взорвать 22 июля 1944 года. Место было выбрано неслучайно, так как именно на этой улице, при въезде в город, был уничтожен немецким огнём один из советских танков вместе с экипажем. Их останки были захоронены под монументом. Памятник был демонтирован в 1992 согласно решению Львовского горсовета как символ тоталитарного прошлого, останки танкистов — перезахоронены, а танк отправлен в металлолом.

## Награды и звания
- Звание Герой Советского Союза (Указ Президиума Верховного Совета СССР от 23 сентября 1944 года):
  - орден Ленина,
  - медаль «Золотая Звезда» № 2310;
- орден Отечественной войны I степени (приказ командира 10-го гвардейского танкового корпуса № 15/н от 8 марта 1945 года);
- орден Отечественной войны II степени (приказ командира 10-го гвардейского танкового корпуса № 51/н от 20 мая 1945 года);
- орден Красной Звезды (приказ командира 63-й гвардейской танковой бригады № 3/н от 24 апреля 1944 года);
- орден Славы III степени (1944 год);
- медаль «За отвагу» (приказ командира 244й танковой бригады № 2/н от 16 августа 1943 года);
- медаль «За победу над Германией в Великой Отечественной войне 1941—1945 гг.» (Указ Президиума Верховного Совета СССР от 9 мая 1945 года);
- другие медали СССР;
- почётный гражданин города Львова.